# Eudinostigma latum
Eudinostigma latum är en stekelart som beskrevs av Chen och Wu 1994. Eudinostigma latum ingår i släktet Eudinostigma och familjen bracksteklar. Inga underarter finns listade i Catalogue of Life.